# Griechisch-Orthodoxe Kirchengemeinde Heiliger Georg Leipzig

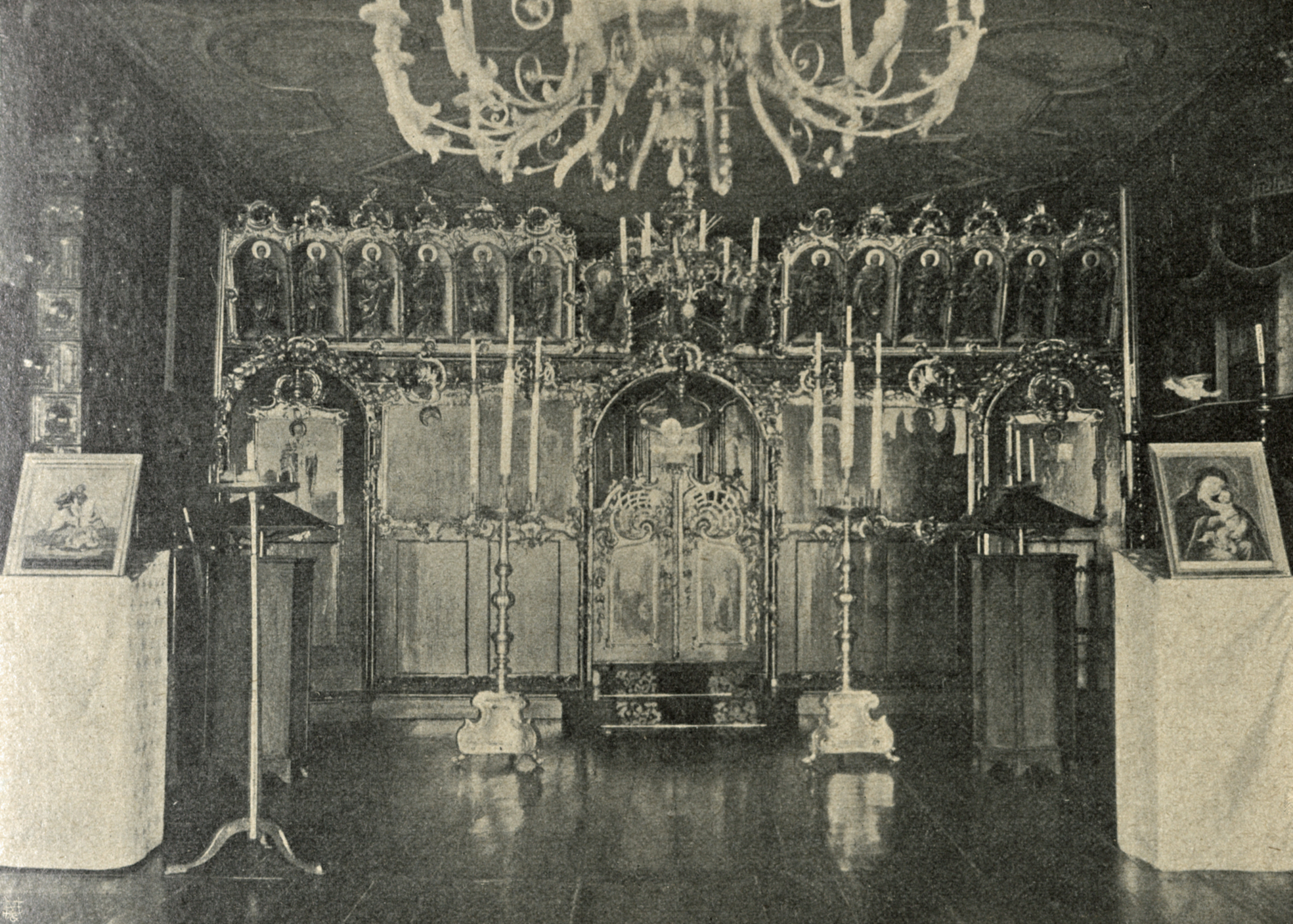
Kapelle im Griechenhaus, 1907, Interieur aus dem 18. Jahrhundert

Heiliger Georg ist eine griechisch-orthodoxe Kirchengemeinde in Leipzig und die älteste ihrer Art auf deutschem Boden.

## Geschichte

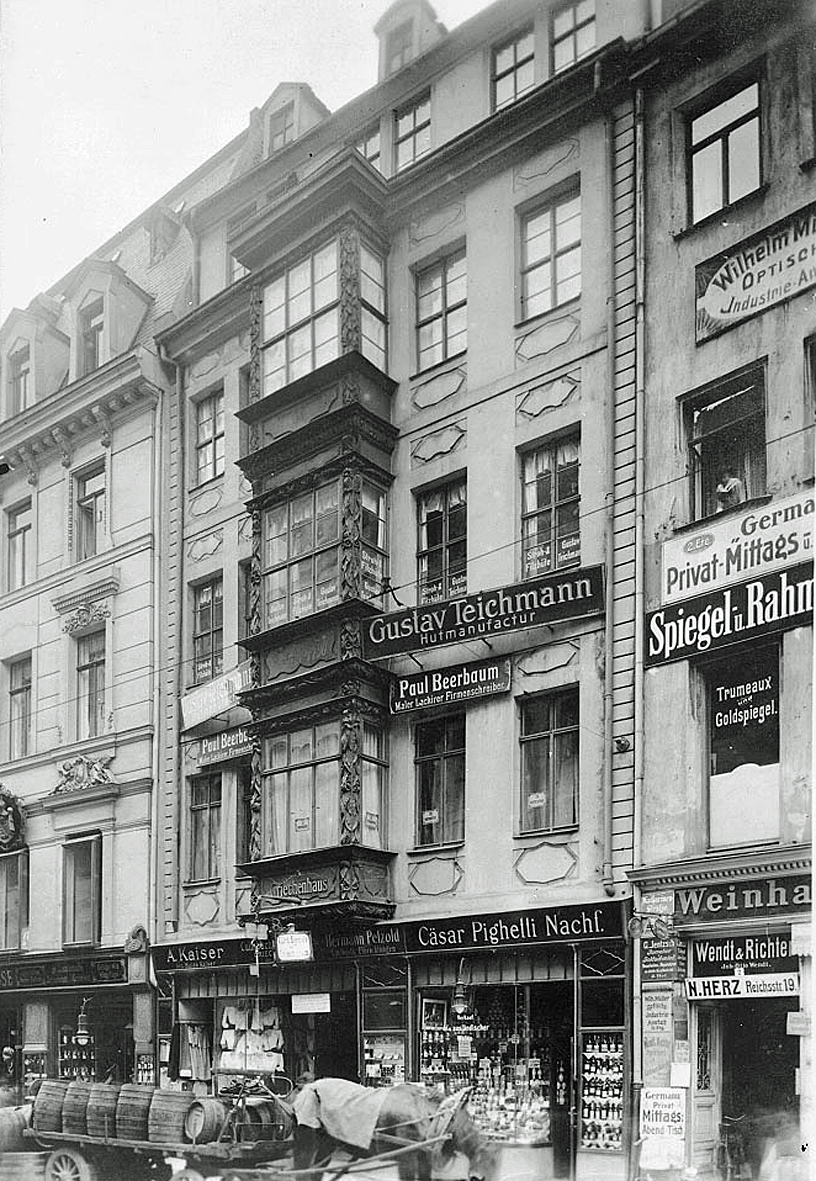
Griechenhaus, um 1900

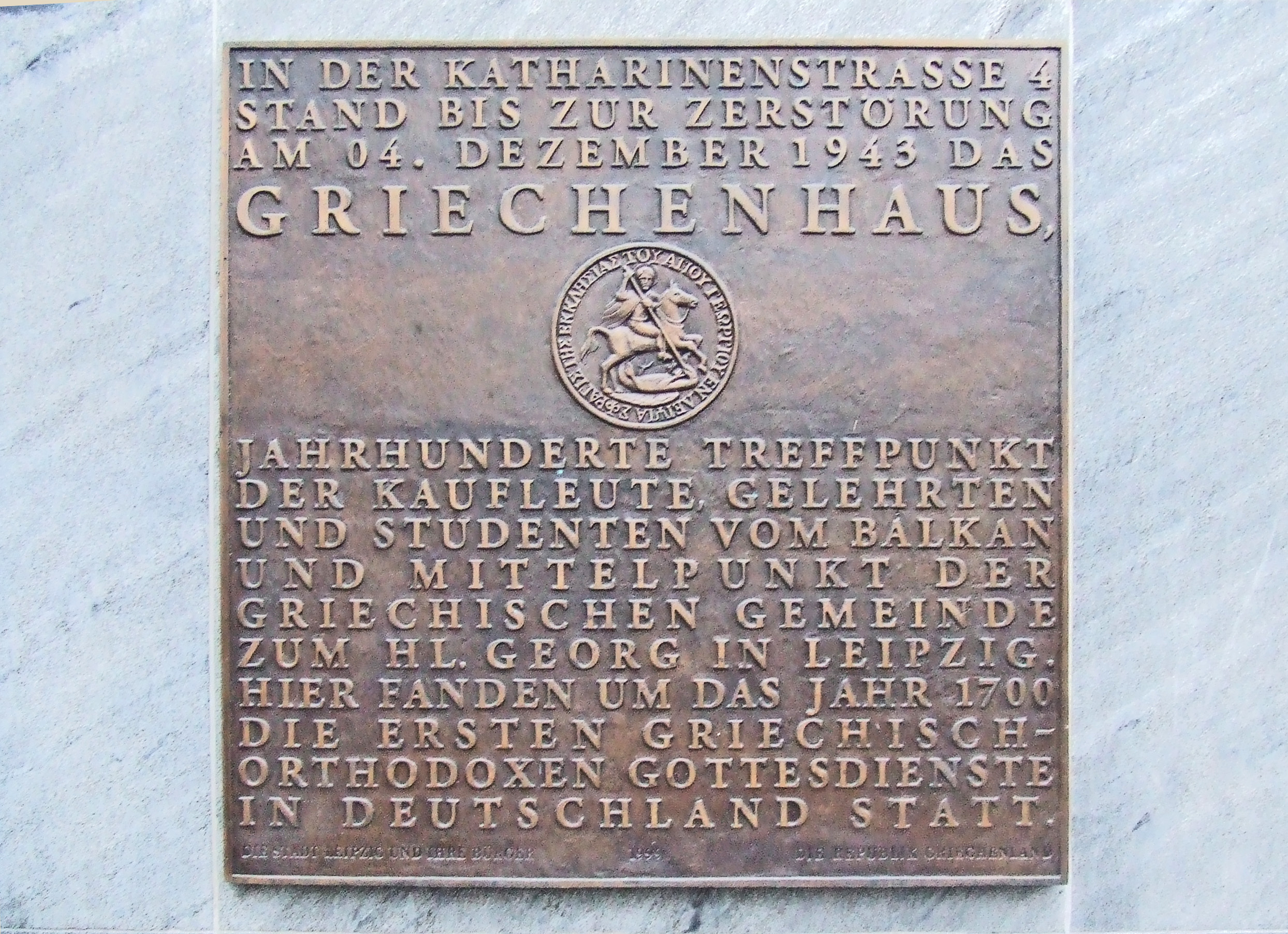
Gedenktafel am Nachfolgebau des Griechenhauses, Katharinenstraße 4

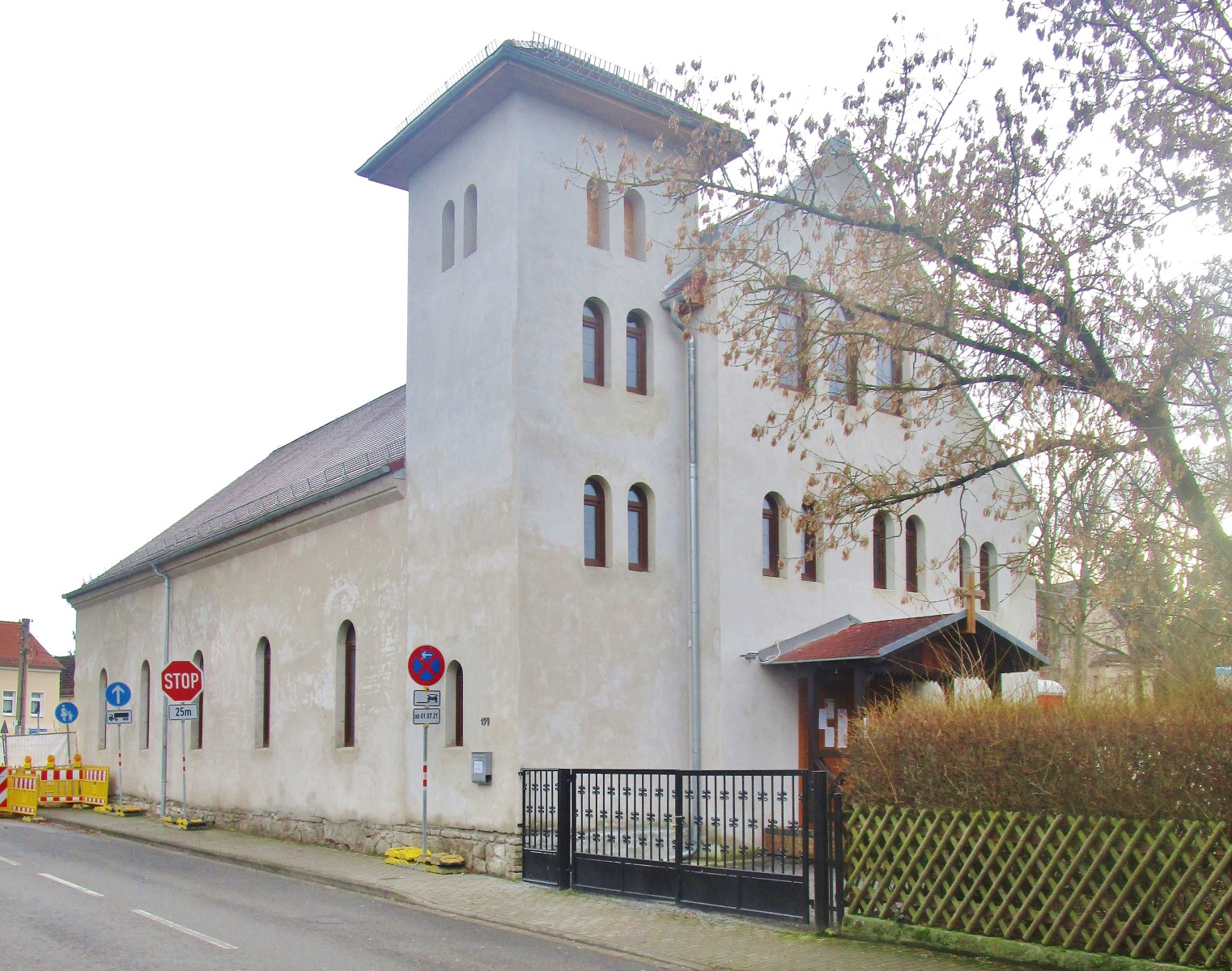
Rumänisch-Orthodoxe und Griechisch-Orthodoxe Kirche St. Georg

Ende des 17. Jahrhunderts kamen die ersten griechischen Händler nach Sachsen und besuchten auch die Leipziger Messe. Bereits um 1700 fanden im damaligen Freund'schen Hof in der Katharinenstraße 4, auch Griechisches Bethaus genannt und Treffpunkt südosteuropäischer Händler, wohl die ersten privaten griechisch-orthodoxen Gottesdienste statt. Bald zog man aber in eine russische Kapelle in die damalige Reichsstraße 500 (spätere 20). Dort wurde am 29. September 1743 unter dem ein Jahr zuvor aus Dresden abberufenen Archimandriten, Gelehrten und Mönch Theoklitos Polyeidis (1698–1759; andere Schreibweisen: Theokletus, Theocletus; Polyidis) erstmalig in Leipzig eine offizielle griechische Liturgie gefeiert.  Als das Haus in der Reichsstraße zu klein wurde, zog man 1751 wiederum in das später sogenannte Griechenhaus in der Katharinenstraße 4 um. Dort war von 1763 bis 1771 auch der dort wohnende Eugnios Voulgaris Mitglied der Kirchengemeinde. 1808 und 1813 besuchte der russische Zar Alexander I. das Haus und nahm auch an Gottesdiensten der Gemeinde teil.
Das Griechenhaus war mehr als 150 Jahre Heimstatt der Gemeinde, 1909 erwarb sie Räumlichkeiten in der Querstraße 26, wo die Hellenisch-Orthodoxe Kapelle zum Heiligen Georg eingerichtet wurde. Ab 1913  feierte man die Liturgien in der frisch geweihten Russischen Gedächtniskirche in Leipzig. 1929 wurde für die Gottesdienste ein Haus mit Kapelle in der Lessingstraße 9 mit dazugehörigem prachtvoll ausgestatteten Saal für 200 Personen angemietet, neben Gottesdiensten fanden hier auch griechischer Sprach- und Religionsunterricht statt. Das Gebäude wurde bei den Luftangriffen am 4. Dezember 1943 zerstört.
1952 wurde die Griechisch-orthodoxe Kirchengemeinde zu Leipzig als Ausländerverein aus dem Vereinsregister gestrichen, nachdem bereits zuvor die Mehrzahl der Gemeindemitglieder nach Griechenland zurückgekehrt waren.
Nach der deutschen Wiedervereinigung kamen wieder vermehrt Griechen nach Leipzig und Umgebung, die bis heute vor allem in der Gastronomie und im Baugewerbe tätig sind. 1997 erfolgte die Wiedergründung als Griechisch-Orthodoxe Kirchengemeinde Heiliger Georg Leipzig. Die ersten Gottesdienste fanden wieder in der Russischen Gedächtniskirche statt, dann in der Lutherkirche am Johannapark, wo für die normalen Gottesdienste eine kleine Kapelle eingerichtet wurde.  Seit 2015 werden monatlich Gottesdienste in den Räumen der Rumänisch-Orthodoxen Gemeinde St. Georg in der Russenstraße 194 gefeiert.
Archivalien zur Gemeinde befinden sich im Sächsischen Hauptstaatsarchiv Dresden, der älteste Aktenbestand ist für 1747 nachgewiesen. Jedoch sind die Bestände noch nicht wissenschaftlich aufgearbeitet.